# Liste von Persönlichkeiten der Stadt Den Haag
Die folgende Liste enthält die in Den Haag geborenen sowie zeitweise lebenden Persönlichkeiten, chronologisch aufgelistet nach dem Geburtsjahr. Die Liste erhebt keinen Anspruch auf Vollständigkeit.

## In Den Haag geborene Persönlichkeiten

### Bis 1700
- Albrecht van Loo (≈1472–1525), Politiker
- Wilhelm Gnapheus (1493–1568), Humanist und reformierter protestantischer Gelehrter
- Corneille de Lyon (1500/10–1575), flämisch-französischer Maler
- Justus Velsius (≈1510 – n. 1581), Humanist, Doktor der Medizin, Physiker, Mathematiker und Professor
- Johannes Secundus (1511–1536), Dichter, Maler und Bildhauer
- Adriaen Coenen (1514–1587), Fischhändler mit Interesse an Biologie
- Adriaen de Vries (≈1545/56–1626), Bildhauer des Manierismus
- Anthonie Duyck (≈1560–1629), Politiker
- Arent Passer (≈1560–1637), estnischer Bildhauer und Steinmetz niederländischer Herkunft
- Jan Anthoniszoon van Ravesteyn (≈1570–1657), Maler
- Hendrick ter Brugghen (1588–1629), Maler
- Zacharias Janssen (1588–1631), Optiker
- Johannes van Meurs (1579–1639), Altphilologe und Historiker
- Jacobus Golius (1596–1667), Orientalist und Mathematiker
- Constantijn Huygens (1596–1687), Dichter
- Willem Hondius (1597–1652/58), Zeichner, Kupferstecher und Kartograph
- Cornelia van Wouw (1601–1681), Stifterin eines Hofjes
- Jacob van Wassenaer Obdam (1610–1665), Admiral von Holland und Westfriesland
- Abraham van Beijeren (1620/21–1690), Maler
- Luise Hollandine von der Pfalz (1622–1709), Prinzessin von der Pfalz
- Eduard von der Pfalz (1625–1663), pfälzischer Prinz aus der Linie Pfalz-Simmern
- Henriette Marie von der Pfalz (1626–1651), Prinzessin von der Pfalz
- Wilhelm II. (1626–1650), Mitglied des Hauses Oranien-Nassau
- Luise Henriette von Oranien (1627–1667), Kurfürstin von Brandenburg
- Philipp von der Pfalz (1627–1650), pfälzischer Prinz und Pfalzgraf
- Constantijn Huygens Junior (1628–1697), Staatsmann
- Christiaan Huygens (1629–1695), Astronom, Mathematiker und Physiker
- Sophie von der Pfalz (1630–1714), Herzogin zu Braunschweig und Lüneburg und Kurfürstin von Braunschweig-Lüneburg
- Gustav Adolf von der Pfalz (1632–1641), Prinz, Sohn des Winterkönigs Friedrich V. und Elizabeth Stuarts
- Gaspar Fagel (1634–1688), Staatsmann und Ratspensionär
- Albertine Agnes von Oranien-Nassau (1634–1696), Prinzessin aus dem Haus Oranien
- Cornelis van Aerssen van Sommelsdijk (1637–1688), Gouverneur von Suriname
- Susanna Huygens (1637–1725), Schreiberin einer ausführlichen Korrespondenz
- Henriette Catharina von Oranien-Nassau (1637–1708), Prinzessin aus dem Haus Oranien
- Frederik Ruysch (1638–1731), Anatom und Botaniker
- Michiel ten Hove (1640–1689), Ratspensionär der Staaten von Holland und Westfriesland
- Jacob Roman (1640–1716), Architekt
- Heinrich von Nassau-Ouwerkerk (1640–1708), Militär
- Anna van Aerssen van Sommelsdijk (1640–1711), Labadistin
- Marie von Oranien-Nassau (1642–1688), Prinzessin aus dem Haus Oranien
- Maria van Aerssen van Sommelsdijk (1645 – um 1703), Labadistin
- Peter Martin van Mytens (1648–1736), Maler
- Augustin Terwesten (1649–1711), Barockmaler
- Lucia van Aerssen van Sommelsdijk (1649–1707), Labadistin
- Johannes Blommendael (1650–1704/07), Bildhauer des Goldenen Zeitalters
- Petronella Dunois (1650–1695), Kunstsammlerin
- Wilhelm III. (1650–1702), König von England, Schottland und Irland
- Nikolaes Heinsius der Jüngere (1656–1718), Schriftsteller und Arzt
- Heinrich Casimir II. (1657–1696), deutscher Reichsfürst und Statthalter
- Johan II. de Witt (1662–1701), ältester Sohn des niederländischen Staatsmanns Johan de Witt
- Anna Ruysch (1666–1754), Stilllebenmalerin
- Matthäus Terwesten (1670–1757), Barockmaler
- Otto Verbrugge (1671–1745), Theologe
- Maria Moninckx (1676–1757), Malerin und Illustratorin der Botanik
- Coenraet Roepel (1678–1748), Maler
- Elizabeth van Bleeck (1684–1751), Schauspielerin
- Bernard Gates (1686–1773), englischer Komponist, Sänger und Chorleiter
- Anthonie van der Heim (1693–1746), Ratspensionär der Staaten von Holland und Westfriesland
- Susanna Maria van der Duyn (1698–1780), Schauspielerin
- Heinrich August de la Motte Fouqué (1698–1774), preußischer General
- Adriana van Rijndorp (1698–1753), Schauspielerin
- Abraham Vandenhoeck (um 1700–1750), Verleger und Buchhändler

### 18. Jahrhundert
- Anton de Haen (1704–1776), österreichischer Arzt niederländischer Herkunft
- Adriana Verbruggen (1707–1791), Stilllebenmalerin
- Maria Christina van Cuyck (1711–1781), Kupferstecherin, Radiererin und Zeichnerin
- Abraham Kaau-Boerhaave (1715–1758), Mediziner
- Izabella de Gruijter (1716–1787), Schauspielerin
- Cornelius van Hoey (1717–1803), Mediziner
- Dirk van der Aa (1731–1809), Maler
- Josina van Aerssen (1733–1797), Komponistin
- Anna Richardina Croonenberg (1733–1808), Dichterin
- Jacob Cornelis Mattheus Radermacher (1741–1783), Botaniker und Schriftsteller
- Johannes Jacobus van Rhijn (1742–1808), alt-katholischer Erzbischof von Utrecht
- Jacob van der Aa (1743–1776), Maler
- Maria Margaretha la Fargue (1743–1813), Malerin
- Jan Bernard Sandifort (1745–1827), Stadtarzt in Den Haag
- Jean Henri van Swinden (1746–1823), Mathematiker und Naturwissenschaftler
- Anna Charlotte Didier de Boncourt (1748–1802), Zeichnerin und Malerin
- Wilhelm V. (1748–1806), Statthalter der Niederlande
- Johan Hendrik Mollerus (1750–1834), Politiker
- Jacoba Wouters (1751–1813), Schspielerin, Sängerin und Tänzerin
- Ernst Schick (1756–1815), deutscher Geiger und Komponist
- Hendrica Brand (1758–1813), Geschäftsfrau
- Friedrich Wilhelm (1768–1816), Fürst von Nassau-Weilburg
- Cornelis Felix van Maanen (1769–1846), Staatsmann
- Demetrius Augustinus Gallitzin (1770–1840), katholischer Priester und Missionar
- Willem Frederik van Reede (1770–1838), Seeoffizier, Offizier und Politiker
- Robert Fagel (1771–1856), Politiker und Militär
- Caroline Vanhove (1771–1860), Schauspielerin
- Login Petrowitsch Heiden (1773–1850), russischer Admiral holländischer Abstammung
- Pierre César Labouchère (1772–1839), Bankier
- Wilhelm I. (1772–1843), Fürst von Fulda, Graf von Corvey, Weingarten und Dortmund
- Wilhelm Georg Friedrich von Oranien-Nassau (1774–1799), Sohn des Erbstatthalters Wilhelm V. der Niederlande
- Katharina Wilhelmina Bilderdijk-Schweickhardt (1776–1830), Dichterin
- Jan Richard de Brueys (1778–1848), Rechtswissenschaftler
- Maria Margaretha van Os (1779–1862), Malerin
- George Jacobus Johannes van Os (1782–1861), Blumenmaler
- Victor Henri Joseph Brahain Ducange (1783–1833), französischer Dichter und Romanschriftsteller
- Andreas Schelfhout (1787–1870), Maler
- Johanna Anthonia Lammers (1787–1874), Stifterin und Wohltäterin
- Bartholomeus Johannes van Hove (1790–1880), Maler und Lithograph
- Wilhelm II. (1792–1849), König der Niederlande und Großherzog von Luxemburg
- Henry Scheffer (1798–1862), französischer Maler niederländischer Herkunft
- Carl Böhmer (1799–1884), deutscher Violinist, Komponist und Musikpädagoge
- Cornelis Theodorus van Meurs (1799–1894), Offizier und Politiker

### 19. Jahrhundert

#### 1801 bis 1825
- Louis Ernest Gustave de Sparre (1802–1866), Graf, Leutnant des 2. Regiments der Ulanen, Vogelillustrator und Hobbyornithologe
- Antonie Waldorp (1803–1866), Bühnenbildner, Genre-, Porträt- und Landschaftsmaler sowie Lithograf
- August von Wächter (1807–1879), Diplomat und Außenminister des Königreichs Württemberg
- Henricus Christianus Millies (1810–1868), lutherischer Theologe und Orientalist
- Johanna Catharina Aarsse (1811–1898), Konzertsängerin
- Carel Jacobus Behr (1812–1895), Vedutenmaler
- Pieter Gerardus Bernhard (1813–1880), Maler sowie Lithograph
- Wijnand Nuijen (1813–1839), Genre- und Landschaftsmaler, Radierer, Lithograf sowie Kunstpädagoge
- Salomon Leonardus Verveer (1813–1876), Landschaftsmaler, Radierer und Lithograf
- Josue Jean Philippe Valeton der Ältere (1814–1906), reformierter Theologe und Orientalist
- Christina Petronella Achenbach  (1816–1907), Konzertsängerin
- Willem Johan Cornelis Huyssen van Kattendijke (1816–1866), Seeoffizier und Politiker
- August Willem Philip Weitzel (1816–1896), Offizier, Generalmajor und Politiker
- Johannes Bosboom (1817–1891), Maler und Aquarellist
- Willem Jozef Jonckbloet (1817–1885), Historiker
- Everhardus Koster (1817–1892), Marine- und Landschaftsmaler
- Sophia Sablairolles (1817–1859), Schauspielerin
- Maria Kleine-Gartman (1818–1885), Schauspielerin
- Johan Philip Koelman (1818–1893), Maler, Lithograf und Bildhauer sowie Kunstkritiker und Kunstpädagoge
- Wilhelmina Gerretje Sablairolles (1818–1891), Schauspielerin
- Daniel Chantepie de la Saussaye (1818–1874), Theologe
- Willem Wintgens (1818–1895), Politiker
- Anna Cornelia Carbentus (1819–1907), Malerin
- Adrianus Johannes Ehnle (1819–1863), Maler, Zeichner und Lithograph
- Johannes Franciscus Hoppenbrouwers (1819–1866), Landschaftsmaler, Radierer und Lithograf
- Anthonie Ernst Reuther (1819–1889), Offizier, Generalmajor und Politiker
- Johannes Anthonie Balthasar Stroebel (1821–1905), Maler, Aquarellist, Radierer und Lithograf
- Lambertus Hardenberg (1822–1900), Landschafts- und Vedutenmaler sowie Radierer und Lithograf
- Joannes Kappeyne van de Coppello (1822–1895), Staatsmann
- Jan Weissenbruch (1822–1880), Kunstmaler
- Abraham Dirk Loman (1823–1897), evangelischer Theologe
- Willem Frederik van Erp Taalman Kip (1824–1905), Seeoffizier und Politiker
- Willem Antonie van Deventer (1824–1893), Maler
- Sophie von Oranien-Nassau (1824–1897), Prinzessin der Niederlande und Großherzogin von Sachsen-Weimar-Eisenach
- Cornelis Albertus Johannes Schermer (1824–1915), Pferdemaler und Radierer
- Johan Hendrik Weissenbruch (1824–1903), Kunstmaler

#### 1826 bis 1850
- Josephus Gerardus Hans (1826–1891), Landschaftsmaler und Lithograf
- Conrad Busken Huet (1826–1886), Schriftsteller und Kritiker
- Geraldine van de Sande Bakhuyzen (1826–1895), Malerin
- Johan Karel Jakob de Jonge (1828–1880), Historiker und Sohn Johannes Cornelis de Jonges
- Samuel Adrianus Naber (1828–1913), Altphilologe
- Luise von Oranien-Nassau (1828–1871), Königin von Schweden und Norwegen
- Sophie Offermans-van Hove (1829–1906), Konzertsängerin
- Hendricus Johannes Scheeres (1829–1864), Genremaler und Lithograf
- Fridolin Becker (1830–1895), Maler
- Thomas Simon Cool (1831–1870), Maler und Radierer
- Meinardus Siderius Pols (1831–1897), Rechtswissenschaftler
- Johannes Huygens (1833–1911), Genre-, Landschafts- und Marinemaler
- Henriëtte Sablairolles (1833–1890), niederländische Schauspielerin
- Martin Hoek (1834–1873), Astronom und Experimentalphysiker
- Mariane van Hogendorp (1834–1909), Sozialreformerin und Feministin
- Friedrich zu Limburg-Stirum (1835–1912), deutscher Diplomat und Politiker
- Willem Carel Nakken (1835–1926), Maler
- Alexine Tinne (1835–1869), Abenteurerin, Afrikaforscherin und Fotografin
- Jacob Maris (1837–1899), Kunstmaler
- Willem Maurits de Brauw (1838–1898), Politiker
- Maurits Leon (1838–1865), Maler
- Louis Lübeck (1838–1904), deutscher Cellist
- James Marshall (1838–1902), niederländisch-deutscher Maler
- Frederik Hendrik Kaemmerer (1839–1902), Maler
- Matthijs Maris (1839–1917), Kunstmaler
- Ferdinand Carl Sierich (1839–1905), Maler
- Joannes Coenraad Jansen (1840–1925), Politiker
- Marie Anderson (1842–1912 oder 1917), Schriftstellerin und Frauenrechtlerin
- George Arnold Escher (1843–1939), Wasserbauingenieur
- Willem Frederik van Nieuwenhoff (1843–1907), Jesuit
- Margaretha Roosenboom (1843–1896), Malerin
- Willem Maris (1844–1910), Maler
- Dirk Arnold Willem van Tets van Goudriaan (1844–1930), Diplomat und Politiker, Außenminister
- Hendrikus Matheus Horrix (1845–1923), Genremaler und Möbeldesigner
- Jan Vrolijk (1845–1894), Tier- und Landschaftsmaler, Aquarellist und Radierer
- Pieter Cort van der Linden (1846–1935), Politiker

#### 1851 bis 1875
- George Karel Gerardus van Aaken (1851–1920), Violinist, Dirigent, Kapellmeister und Komponist
- Théophile de Bock (1851–1904), Landschaftsmaler, Zeichner, Aquarellist, Radierer und Lithograf
- Karel Klinkenberg (1852–1924), Maler
- Pieter Haaxman (1854–1937), Genre- und Porträtmaler
- Tony Offermans (1854–1911), Maler und Zeichner
- Nicolaas Bosboom (1855–1937), Generalleutnant und Politiker
- Suze la Chapelle-Roobol (1856–1923), Schriftstellerin
- Anton Hekking (1856–1935), Cellist
- Frits Jansen (1856–1928), Maler
- Marinus van der Maarel (1857–1921), Maler, Grafiker, Radierer und Zeichner
- William James Cohen Stuart (1857–1935), Seeoffizier der Koninklijke Marine und parteiloser Politiker
- Philip Zilcken (1857–1930), Maler, Radierer und Kunstschriftsteller
- Willem Frederik Pop (1858–1931), Offizier und Politiker
- Joseph Jacob Isaacson (1859–1942), Maler, Zeichner und Fotograf
- Johannes van Laar (1860–1938), Chemiker
- David Simons (1860–1930), Rechtswissenschaftler
- Linda Kögel (1861–1940), Freskenmalerin und Radiererin
- Jan Hendrik Scheltema (1861–1941), Tier-, Landschafts- und Porträtmaler in Australien
- Kees van Waning (1861–1929), Landschafts- und Marinemaler
- Hermann von Hodenberg (1862–1946), Rittergutsbesitzer und Mitglied des Deutschen Reichstags
- Frans Smissaert (1862–1944), Maler und Zeichner
- Willem de Zwart (1862–1931), Maler, Radierer, Aquarellist und Zeichner
- Geertruida Adriana Tromp (1863–1951), niederländische Lobbyistin für die ostindischen Kolonien
- Louis Couperus (1863–1923), Autor
- Karel Frederik Wenckebach (1864–1940), Internist
- Johannes Franziskus Klomp (1865–1946), deutscher Architekt
- Henricus Jansen (1867–1921), Künstler
- Jan Thorn Prikker (1868–1932), Künstler
- Gustav Krupp von Bohlen und Halbach (1870–1950), deutscher Diplomat und Aufsichtsratsvorsitzender der Friedrich Krupp AG
- Gerard Johan Staal (1870–1936), Kolonialbeamter
- Johan Joseph Aarts (1871–1934), Maler und Grafiker
- Cornelia Ramondt-Hirschmann (1871–1957), Lehrerin, Feministin und Pazifistin
- Jean Philippe Vogel (1871–1958), Orientalist
- Frans Beelaerts van Blokland (1872–1956), Politiker und Diplomat
- Andries Cornelis Dirk de Graeff (1872–1957), Diplomat und Politiker
- Jacobus H. Kann (1872–1944), Bankier und Politiker
- Anna Egter van Wissekerke (1872–1969), Malerin, Grafikerin und Zeichnerin
- Adolf Octave van Kerkwijk (1873–1957), Numismatiker
- Otto Gustav Adolf Kriens (1873–1930), Landschafts- und Genremaler sowie Zeichner und Radierer
- Jean Charles Pabst (1873–1942), Offizier und Diplomat
- Johannes Diderik van der Waals jr. (1873–1971), Physiker
- Frans Drion (1874–1948), Lehrer, Politiker und Anarchist
- Herman Adriaan van Karnebeek (1874–1942), Diplomat und Minister
- Emmy Belinfante (1875–1944), Journalistin und Frauenrechtlerin
- Engelina Hameetman-Schlette (1875–1954), Malerin

#### 1876 bis 1900
- Lita de Ranitz (1876–1960), Schriftstellerin und Sammlerin von Puppenhäusern
- Hendrik van Heuckelum (1879–1929), Fußballspieler
- Elisabeth Vreede (1879–1943), Mathematikerin, Astronomin und Anthroposophin
- Willem Willeke (1879–1950), US-amerikanischer Cellist, Pianist und Musikpädagoge
- Wilhelmina (1880–1962), Prinzessin von Oranien-Nassau, Königin der Niederlande von 1890 bis 1948
- Hugo Rudolph Kruyt (1882–1959), Chemiker
- Alexander Rueb (1882–1959), Schachfunktionär, Schachspieler und Liebhaber der Schachkomposition
- Noud Stempels (1882–1970), Fußballspieler
- Reinier Beeuwkes (1884–1963), Fußballspieler
- Johannes Cornelis Brons (1884–1964), Politiker und Kolonialbeamter
- Willem Eijmers (1884–1932), Fußballschiedsrichter
- Constant Feith (1884–1958), Fußball- und Cricketspieler sowie Richter
- John Heijning (1884–1947), Fußballspieler
- Kees van Nieuwenhuizen (1884–1981), Fußballspieler
- Fransje Carbasius (1885–1984), Bildhauerin
- Gijsbertus Godefriedus Johannes Rademaker (1887–1957), Physiologe, Neurologe und Hochschullehrer
- Wilhelm Albrecht von Schoen (1886–1960), deutscher Diplomat
- Johannes van Spengen (1887–1936), Radrennfahrer
- Felix Andries Vening-Meinesz (1887–1966), Geophysiker und Geodät
- August „Guus“ Kessler (1888–1972), Industrieller und Manager
- William Wirtz (1888–1935), niederländisch-amerikanischer Maler und Gebrauchsgrafiker
- Tonny Kessler (1889–1960), Fußballspieler
- Johannes Mutters (1889–1974), Fußballschiedsrichter
- Albert Plesman (1889–1953), Luftfahrtpionier
- Gerhardus Knuttel Wzn (1889–1968), Autor, Direktor des Stadtmuseums in Den Haag, Konservator, Kunsthistoriker und -kritiker
- Johannes Duiker (1890–1935), Architekt und Autor
- Gerardus van der Leeuw (1890–1950), evangelischer Theologe, Religionswissenschaftler, Ägyptologe und Politiker
- Gerard Leene (1892–1966), Bahnradsportler
- Henri Jacob Victor Sody (1892–1959), Biologe
- Hendrik Gerard Bungenberg de Jong (1893–1977), Chemiker
- Cornelis Compter (1894–1945), Gewichtheber
- Martinus Nijhoff (1894–1953), Lyriker, Übersetzer, Essayist und Literaturkritiker
- Annie van Velzen (1894–1967), Inspektorin der Kinderpolitie und Widerstandskämpferin
- Jan Postma (1895–1944), Kommunist
- Harry Dénis (1896–1971), Fußballspieler
- Boelie Kessler (1896–1971), Fußballspieler
- Charles Pahud de Mortanges (1896–1971), Vielseitigkeitsreiter, Armeeoffizier und Sportfunktionär
- Jacob Muyser (1896–1956), katholischer Priester, Ordensmann und Liturgiewissenschaftler
- Jacob Maarten van Bemmelen (1898–1982), Rechtswissenschaftler
- Adolphe Hamburger (1898–1945), Schauspieler
- Stanisław Czaykowski (1899–1933), polnischer Automobilrennfahrer
- Nelly van Doesburg (1899–1975), Pianistin und Künstlerin

### 20. Jahrhundert

#### 1901 bis 1910
- Frits van Dongen (1901–1975), Schauspieler
- Berthe Edersheim (1901–1993), Malerin
- Frans Leddy (1901–1966), Bahnradsportler
- Kees van der Zalm (1901–1957), Fußballspieler
- Lies Arntzenius (1902–1982), Malerin
- Samuel Abraham Goudsmit (1902–1978), US-amerikanischer Physiker niederländischer Herkunft
- Philippus Innemee (1902–1963), Radrennfahrer
- Charles van Baar van Slangenburgh (1902–1978), Fußballspieler
- Joekie Broedelet (1903–1996), Schauspielerin
- Alexander van Geen (1903–1942), Moderner Fünfkämpfer
- Bernard Leene (1903–1988), Bahnradsportler und Olympiasieger
- Paul Maasland (1903–1983), Ruderer
- Paula Sluiter (1903–1993), Malerin
- Ben Telders (1903–1945), Jurist und Politiker
- Jan Tinbergen (1903–1994), Mathematiker und Wirtschaftswissenschaftler
- Anna van der Vegt (1903–1983), Turnerin
- Egon von Vietinghoff (1903–1994), Maler, Fachbuchautor und Philosoph
- Leo de Block (1904–1988), Politiker
- Judikje Simons (1904–1943), Kunstturnerin
- Cornelius Ysselstyn (1904–1979), kanadischer Cellist und Musikpädagoge
- Annie van de Ruit (1904–1992), Illustratorin und Malerin
- Kees Quax (1905–1973), Fußballspieler
- Daan van Dijk (1907–1986), Bahnradsportler
- Hans van Houten (1907–1996), Diplomat und Politiker
- Cornelis de Jong (1907–1981), Insektenkundler
- Jacoba Stelma (1907–1987), Turnerin
- Nikolaas Tinbergen (1907–1988), Ethologe
- Erik Barnouw (1908–2001), US-amerikanischer Medienhistoriker und Filmemacher
- Jan van Baal (1909–1992), Ethnologe und Gouverneur von Niederländisch-Neuguinea
- Jacomina van den Berg (1909–1996), Turnerin
- Hendrik Casimir (1909–2000), Physiker
- Juliana (1909–2004), Königin des Königreichs der Niederlande
- Antonie Frans Monna (1909–1995), Mathematiker und Mathematikhistoriker
- Ab Tresling (1909–1980), Hockeyspieler

#### 1911 bis 1920
- Cor Wals (1911–1994), Radrennfahrer
- John de Mol (1912–1970), Akkordeonist, Sänger und Orchesterleiter
- Louis Moyse (1912–2007), französischer Flötist und Komponist
- Gisèle van Waterschoot van der Gracht (1912–2013), Malerin und Verlegerin
- Hans Henkemans (1913–1995), Pianist, Komponist und Psychotherapeut
- Willem Jacob Verdenius (1913–1998), Gräzist
- Lydia Winkel (1913–1964), Journalistin und aktiv im Widerstand
- Emmy Andriesse (1914–1953), Fotografin
- Engelbertus Fukken (1914–1941), Spion
- Ernest van den Haag (1914–2002), US-amerikanischer Soziologe, Psychologe sowie Rechts- und Wirtschaftswissenschaftler
- Mauk Weber (1914–1978), Fußballspieler
- Cajo Brendel (1915–2007), Theoretiker des Rätekommunismus
- Harry van Doorn (1915–1992), Jurist, Verwaltungsbeamter und Politiker
- Luuk Tinbergen (1915–1955), Ornithologe
- Lo Hartog van Banda (1916–2006), Comicszenarist und Autor
- Eliazar de Wind (1916–1987), Arzt, Psychiater und Psychoanalytiker
- Piet Bromberg (1917–2001), Hockeyspieler und -trainer
- Lou van Burg (1917–1986), Showmaster und Entertainer
- Frans Vink (1917–1968), Jazzmusiker und Fotograf
- Jan van Beekum (1918–2001), Komponist und Dirigent
- Nel Benschop (1918–2005), Dichterin
- Nicolaas Govert de Bruijn (1918–2012), Mathematiker
- Eddy Christiani (1918–2016), Gitarrist, Sänger, Songwriter
- Joop Schrier (1918–1995), Jazzmusiker und Musikkritiker
- Carl Friedrich Brüsewitz (1919–2008), Theologe
- Jan Cox (1919–1980), Maler
- Jan Flinterman (1919–1992), Autorennfahrer
- Dirk Polder (1919–2001), Physiker
- Peter Schilperoort (1919–1990), Musiker
- Elisabeth Andersen (1920–2018), Schauspielerin
- Lambertus Johannes van Heygen (1920–2007), Erzbischof von Bertoua in Kamerun
- Cornelis Johannes van Houten (1920–2002), Astronom
- John Henry van der Meer (1920–2008), Musikwissenschaftler
- Ronnie Meerts-de Leeuw (1920–2005), Grafikerin und Lithografin
- Jan Schlubach (1920–2006), Szenenbildner und Filmarchitekt

#### 1921 bis 1930
- Aad de Jong (1921–2003), Fußballspieler
- John van Kesteren (1921–2008), Opern- und Oratoriensänger
- Joost van Os (1921–1984), Jazzmusiker
- Hans Heinrich Thyssen-Bornemisza de Kászon (1921–2002), Schweizer Unternehmer und Kunstsammler
- Wim van Heel (1922–1972), Hockeyspieler
- Jan Boerman (1923–2020), Pianist und Komponist
- Johanna Koning (1923–2006), Leichtathletin
- Ellen van der Ploeg (1923–2013), Opfer und Zeitzeugin von Zwangsprostitution
- Diana Vandenberg (1923–1997), Malerin des Surrealismus und des Phantastischen Realismus
- Max Velthuijs (1923–2005), Autor und Zeichner von Kinderbüchern
- Tonny Vos-Dahmen von Buchholz (1923–2005), Kinder- und Jugendbuchautorin und Übersetzerin
- Gerrit Vreeken (1923–2013), Fußballspieler
- Felix B. J. Wubbe (1923–2014), Rechtswissenschaftler
- Wybe Buma (1924–1998), Jazzmusiker
- Frits Kalshoven (1924–2017), Marineoffizier a. D. und Jurist
- Mat Mathews (1924–2009), Akkordeonspieler des Modern Jazz
- Frits Smol (1924–2006), Wasserballspieler
- Co Westerik (1924–2018), Maler
- Albert W. Bally (1925–2019), niederländisch-US-amerikanischer Geophysiker und Geologe
- Pia Beck (1925–2009), Jazz-Pianistin und Sängerin
- Simon van der Meer (1925–2011), Physiker
- Conrad M. Stibbe (1925–2019), Klassischer Archäologe
- Moshe Ze’ev Flinker (1926–1944), jüdischer Jugendlicher
- Ted Hazekamp (1926–1987), Politiker
- Piet Pijn (1926–2002), bildender Künstler
- Willem van der Poel (1926–2024), Computerpionier
- Jon van Rood (1926–2017), Immunologe
- Tonny Albert Springer (1926–2011), Mathematiker
- Eddy Tiel (1926–1993), Hockeyspieler
- Theo Timmermans (1926–1995), Fußballspieler
- Leonard Wery (1926–2019), Hockeyspieler
- Johannes Hendrikus Donner (1927–1988), Schachgroßmeister
- Ina Müller-van Ast (1927–2018), Politikerin
- Gart Westerhout (1927–2012), Astronom
- Henk Bosch van Drakestein (1928–1993), Jazzmusiker
- Henk van Lijnschooten (1928–2006), Komponist
- Jerry van Rooyen (1928–2009), Jazz-Bigband-Leiter und Trompeter, Komponist und Arrangeur
- Werner Veigel (1928–1995), deutscher Nachrichtensprecher und Radiomoderator
- Remco Campert (1929–2022), Schriftsteller
- Piet Kooyman (1929–1988), Radrennfahrer
- Leonardus van der Kroft (1929–2016), Fußballschiedsrichter
- Chris Smildiger (1929–2010), Leichtathlet und Jazzmusiker
- Dim Kesber (1930–2013), Jazzmusiker und Chemiker
- Johannes Antonius de Kok (* 1930), Weihbischof in Utrecht
- Ack van Rooyen (1930–2021), Jazzmusiker
- Pieter van der Staak (1930–2007), Gitarrist, Komponist und Musikpädagoge

#### 1931 bis 1940
- Gerard Jonker (1931–2016), Fußballschiedsrichter
- Rob Madna (1931–2003), Jazzmusiker
- John de Mol sen. (1931–2013), Sänger und Musikunternehmer
- Hugo Rietveld (1932–2016), Kristallograph (Rietveld-Methode)
- Joop Voorn (1932–2021), Komponist und Musikpädagoge
- Arnica Esterl (* 1933), niederländisch-deutsche Schriftstellerin und Übersetzerin
- George D. Klein (1933–2018), niederländisch-US-amerikanischer Geologe
- André van der Louw (1933–2005), Politiker
- Cees Nooteboom (* 1933), Schriftsteller
- Anner Bylsma (1934–2019), Cellist
- Frans Elsen (1934–2011), Jazz-Pianist, Arrangeur und Komponist
- Bert Romijn (1934–2018), Radrennfahrer
- Carol Schuurman (1934–2009), Fußballspieler
- Rudolf de Korte (1936–2020), Wirtschaftsmanager und Politiker
- Emmie Arbel (* 1937), niederländisch-israelische Zeitzeugin
- Bas de Gaay Fortman (* 1937), Politiker
- David van de Kop (1937–1994), Bildhauer
- Conrad Schierenberg (1937–2022), deutscher Maler und Lyriker
- Zoni Weisz (* 1937), Sinto, Überlebender des Holocaust und Florist
- Wieger Mensonides (* 1938), Schwimmer
- Coos Huijsen (* 1939), Autor, Lehrer und Politiker
- Conny Schouman (* 1939), Sängerin
- Joan Haanappel (1940–2024), Eiskunstläuferin
- Chiem van Houweninge (* 1940), Schauspieler
- Jan Pronk (* 1940), Politiker und Diplomat

#### 1941 bis 1950
- Johnny Lion (1941–2019), Sänger und Schauspieler
- Rinus Paul (* 1941), Radrennfahrer
- Kathinka Rebling (* 1941), deutsche Violinistin und Musikwissenschaftlerin
- Meta de Vries (1941–2011), Hörfunk-Moderatorin und Sängerin
- Bernard Witholt (1941–2015), Biochemiker und Professor
- Fred Julsing (1942–2005), Cartoonzeichner
- Pieter Andreas Kemper (1942–2020), Fußballspieler
- Hetty Krist (* 1942), Künstlerin
- Leo van Oostrom (* 1942), Saxophonist und Musikpädagoge
- Glenn Saxson (* 1942), Schauspieler
- Roel van Duijn (* 1943), Politiker und politischer Aktivist
- Anton van Hooff (* 1943), Althistoriker
- Frans Koppelaar (* 1943), Maler
- Dick Matena (* 1943), Comic-Zeichner und -Autor
- Erica Terpstra (* 1943), Schwimmerin, Staatssekretärin und Parlamentsabgeordnete
- Anne Vanderlove (1943–2019), französische Sängerin und Songwriterin
- Ria van Velsen (* 1943), Schwimmerin
- Piet de Zoete (1943–2023), Fußballspieler
- Reinhard Günzel (* 1944), Brigadegeneral a. D. der Bundeswehr
- Kees ’t Hart (* 1944), Schriftsteller und Dichter
- Benjo Maso (* 1944), Soziologe und Autor
- Peter Nottet (* 1944), Eisschnellläufer
- Tjebbe van Tijen (* 1944), Bildhauer, Performancekünstler, Kurator, Netzkünstler und Medientheoretiker
- Wim Deetman (* 1945), Politiker
- Henk Houwaart (* 1945), Fußballspieler und -trainer
- Harry van Leeuwen (1945–2009), Radrennfahrer
- Maélys Morel (* 1945), Schauspielerin
- Keebet von Benda-Beckmann (1946–2022), Rechtsethnologin
- Gilius van Bergeijk (* 1946), Komponist und Musikpädagoge
- Wim Bravenboer (1946–2025), Radrennfahrer
- Jaap Eggermont (* 1946), Musiker und Produzent
- Willem Kühne (* 1946), Jazzmusiker
- Harm Lagaay (* 1946), Automobildesigner
- Karel de Rooij (* 1946), Musiker, Kabarettist und Kleinkünstler
- Harry Vanda (* 1946), australischer Popmusiker, Sänger, Gitarrist, Songschreiber und Produzent
- Harry Vos (1946–2010), Fußballspieler
- Winnie van Weerdenburg (1946–1998), Schwimmerin
- Jozias van Aartsen (* 1947), Außenminister der Niederlande
- Dick Advocaat (* 1947), Fußballspieler und -trainer
- Hans Hillen (* 1947), Politiker
- Jerney Kaagman (* 1947), Sängerin
- Carike Keuzenkamp (* 1947), südafrikanische Sängerin
- Aad de Mos (* 1947), Fußballspieler und -trainer
- Leo Niehorster (* 1947), Autor
- Herman te Riele (* 1947), Mathematiker
- Saskia Sassen (* 1947), Soziologin und Wirtschaftswissenschaftlerin
- Ben Ten Tije (* 1947), Radrennfahrer
- Mariska Veres (1947–2006), Sängerin
- Boudewijn Büch (1948–2002), Schriftsteller und Publizist
- Soesja Citroen (* 1948), Jazz-Sängerin und Komponistin
- Wilbert Hazelzet (* 1948), Flötist
- Carel Struycken (* 1948), Filmschauspieler
- Cesar Zuiderwijk (* 1948), Schlagzeuger
- Elly de Groen-Kouwenhoven (* 1949), Politikerin
- John Lagrand (1949–2005), Musiker
- Machiel Evert Noordeloos (* 1949), Mykologe
- Harry Wijnvoord (* 1949), Moderator
- Derek de Lint (* 1950), Film- und Fernsehschauspieler
- Bert Pronk (1950–2005), Radrennfahrer
- Jan Evert Veer (* 1950), Wasserballspieler

#### 1951 bis 1960
- Ian Buruma (* 1951), Schriftsteller, Journalist und Kommentator
- Romy Haag (* 1951), deutsche Sängerin, Schauspielerin und Tänzerin
- Cor Pot (* 1951), Fußballspieler und -trainer
- Kasper de Roo (* 1951), Dirigent
- Pieter Broertjes (* 1952), Journalist
- Ties Kruize (* 1952), Hockeyspieler
- Joke van Leeuwen (* 1952), Schriftstellerin
- Erik J. van Nieukerken (* 1952), Entomologe
- Peter-Jan Wagemans (* 1952), Komponist
- Cornelis de Bondt (* 1953), Komponist und Musikpädagoge
- Luc Houtkamp (* 1953), Saxophonist, Computer-Musiker und Komponist
- Wouter Leefers (* 1953), Hockeyspieler
- Peter van Asbeck (* 1954), Hockeyspieler
- Adrian Vandenberg (* 1954), Gitarrist, Bandleader
- Stasia Cramer (* 1954), Schriftstellerin
- Hans Kruize (* 1954), Hockeyspieler
- Tim Smit (* 1954), Archäologe, Musikproduzent, Gartenbauer und Geschäftsmann
- Jacques Steyn (* 1954), Kameramann
- Dick le Mair (* 1955), Komponist, Arrangeur, Musikproduzent und Percussionist
- John de Mol (* 1955), Fernsehproduzent
- Ben van Oosten (* 1955), Organist und Hochschullehrer
- Ewout van Asbeck (* 1956), Hockeyspieler
- Johnny Dusbaba (* 1956), Fußballspieler
- Dick Jol (* 1956), Fußballschiedsrichter
- Martin Jol (* 1956), Fußballspieler und -trainer
- Tscheu La Ling (* 1956), Fußballspieler
- Sylvia Millecam (1956–2001), Schauspielerin, Sängerin und Fernsehmoderatorin
- Theo van Gogh (1957–2004), Filmregisseur, Publizist und Satiriker
- Ronald Plasterk (* 1957), niederländischer Minister für Bildung, Kultur und Wissenschaft
- Astrid Seriese (* 1957), Jazz- und Musiktheater-Sängerin, Gesangslehrerin und Schauspielerin
- Renée Soutendijk (* 1957), Schauspielerin
- Roel van Oosten (* 1958), Komponist
- Elsemieke Hillen (* 1959), Hockeyspielerin
- Marcella Mesker (* 1959), Tennisspielerin
- Ingeborg Beugel (* 1960), Journalistin, Filmemacherin und Fernsehprogrammentwicklerin
- Michel Faber (* 1960), Schriftsteller
- Ben Smulders (* 1960), Richter am Europäischen Gerichtshof
- Ben van den Dungen (* 1960), Jazzmusiker

#### 1961 bis 1970
- Hetty Berg (* 1961), Kuratorin, Theaterwissenschaftlerin und Kulturhistorikerin
- Marten van den Berg (* 1961), Diplomat
- Hidde Kruize (* 1961), Hockeyspieler
- Peter Matthias Noordzij (* 1961), Schriftgestalter und Typograf
- René Klijn (1962–1993), Popsänger und Fotomodell
- Marjan Olyslager (* 1962), Leichtathletin
- Jaap Haartsen (* 1963), Informatiker
- Lisanne Lejeune (* 1963), Hockeyspielerin
- Astrid van der Knaap (* 1964), Badmintonspielerin
- Ingrid Wolff (* 1964), Hockeyspielerin
- Willie Dille (1965–2018), Politikerin
- Marcel van Eeden (* 1965), Zeichner und Maler
- Jarmo Hoogendijk (* 1965), Trompeter des Modern Jazz
- Roland Scholten (* 1965), Dartspieler
- Anja Sicking (* 1965), Autorin
- Boris Vanderlek (* 1965), Jazz- und Bluesmusiker
- Michiel Borstlap (* 1966), Pianist und Komponist
- Arnoud van Doorn (* 1966), Politiker
- Paul Elstak (* 1966), Hardcore-Techno-Musiker und DJ
- Patrick Huisman (* 1966), Autorennfahrer
- Raymond van Barneveld (* 1967), Dartspieler
- Gerben-Jan Gerbrandy (* 1967), Politiker
- Frédérique Huydts (1967–2006), Schauspielerin
- Wim Kegel (* 1967), Jazzmusiker
- Marc van Roon (* 1967), Jazzmusiker
- Mark Rutte (* 1967), Politiker
- Frederique van der Wal (* 1967), Schauspielerin
- Bart Veldkamp (* 1967), niederländisch-belgischer Eisschnellläufer
- Robin Ammerlaan (* 1968), Rollstuhltennisspieler
- Charly Lownoise (* 1968), Happy Hardcore-DJ und -Produzent
- Martin Koolhoven (* 1969), Filmregisseur, Drehbuchautor und Schauspieler
- Eric Dikeb (* 1970), Unterhaltungskünstler und DJ
- Erik van der Luijt (* 1970), Jazz-Komponist, Pianist, Produzent, Arrangeur und Bandleader
- Gaston Taument (* 1970), Fußballspieler
- Ebru Umar (* 1970), Kolumnistin

#### 1971 bis 1980
- Robin Berlijn (* 1971), Gitarrist
- Suzanne Plesman (* 1971), Hockeyspielerin
- Irma Sluis (* 1971), Gebärdendolmetscherin
- Michael Boogerd (* 1972), Radrennfahrer
- Jaap-Derk Buma (* 1972), Hockeyspieler
- Marente de Moor (* 1972), Slawistin und Journalistin
- Ilka Agricola (* 1973), Mathematikerin
- Eloy de Jong (* 1973), Popsänger
- Alex Lely (* 1973), Poolbillardspieler
- Saskia Mulder (* 1973), Schauspielerin
- DJ Nosferatu (* 1973), Disc-Jockey
- Hanneke Smabers (* 1973), Hockeyspielerin
- Maurice Steijn (* 1973), Fußballspieler und -trainer
- Rogier Bosman (* 1974), Jazzmusiker und Arrangeur
- Tamara van Ark (* 1974), Politikerin (VVD)
- Anouk (* 1975), Sängerin
- Sander Dekker (* 1975), Politiker
- Irene Kinnegim (* 1975), Triathletin
- Carl Verheijen (* 1975), Eisschnellläufer
- Niels Feijen (* 1977), Poolbillardspieler
- Wouter Hamel (* 1977), Jazzsänger
- John de Jong (* 1977), Fußballspieler
- DJ Luna (* 1977), Hardstyle-DJ und Musikproduzent
- Rob Savelberg (* 1977), Journalist und Autor
- Dan Gadzuric (* 1978), Basketballspieler
- Peter van Paassen (* 1978), Basketballspieler
- Dash Berlin (* 1979), Trance-DJ und -Produzent
- Cedric van der Gun (* 1979), Fußballspieler
- Minke Smabers (* 1979), Hockeyspielerin
- Ricky van den Bergh (* 1980), Fußballspieler
- Bobbi Eden (* 1980), Pornodarstellerin
- Edwin de Graaf (* 1980), Fußballspieler

#### 1981 bis 1990

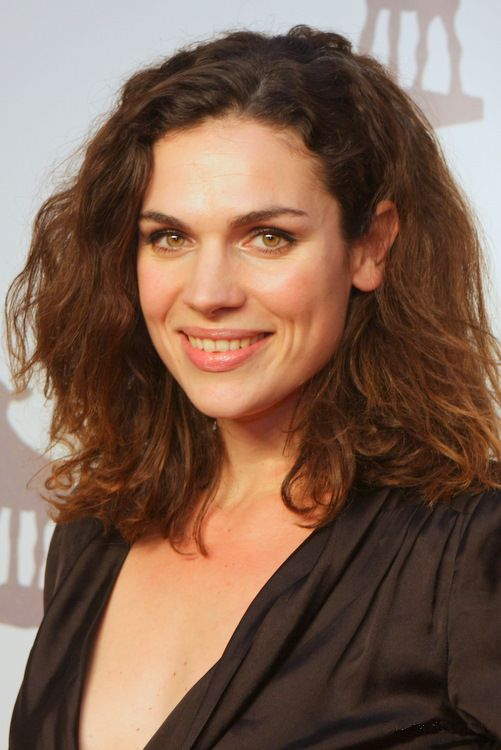
Anna Drijver
(* 1983)

- Paulien van Deutekom (1981–2019), Allround-Eisschnellläuferin
- Santi Kolk (* 1981), Fußballspieler
- Daphne Koster (* 1981), Fußballspielerin
- Dirk Gunther Mohr (* 1981), Schauspieler, Drehbuchautor und Filmproduzent
- Fabian van Olphen (* 1981), Handballspieler
- Achmed Akkabi (* 1983), Schauspieler und Fernsehmoderator
- Sandro Calabro (* 1983), Fußballspieler
- Anna Drijver (* 1983), Schauspielerin, Model, Schriftstellerin und Sängerin
- Nicky Pastorelli (* 1983), Autorennfahrer
- Carola Uilenhoed (* 1984), Judoka
- Tom Leezer (* 1985), Radrennfahrer
- Merel de Blaey (* 1986), Hockeyspielerin
- Anicka van Emden (* 1986), Judoka, Medaillengewinnerin bei Olympia, EM und WM
- Lex Immers (* 1986), Fußballspieler
- Robin Haase (* 1987), Tennisspieler
- Michel Kreder (* 1987), Radrennfahrer
- Marijn Sterk (* 1987), Fußballspieler
- Ronald Wurm (* 1987), Eishockeyspieler
- Thiemo de Bakker (* 1988), Tennisspieler
- Tjaronn Chery (* 1988), Fußballspieler
- Stephan Fransen (* 1988), Tennisspieler
- Tim Krul (* 1988), Fußballtorhüter
- Marloes Oldenburg (* 1988), Ruderin
- Henkie Waldschmidt (* 1988), Autorennfahrer
- Caia van Maasakker (* 1989), Hockeyspielerin
- Sanne van Olphen (* 1989), Handballspielerin
- Glenn Hofman (* 1990), Karambolagespieler

#### 1991 bis 2000
- Frenna (* 1991), Rapper
- Barbara Lorsheyd (* 1991), Fußballspielerin

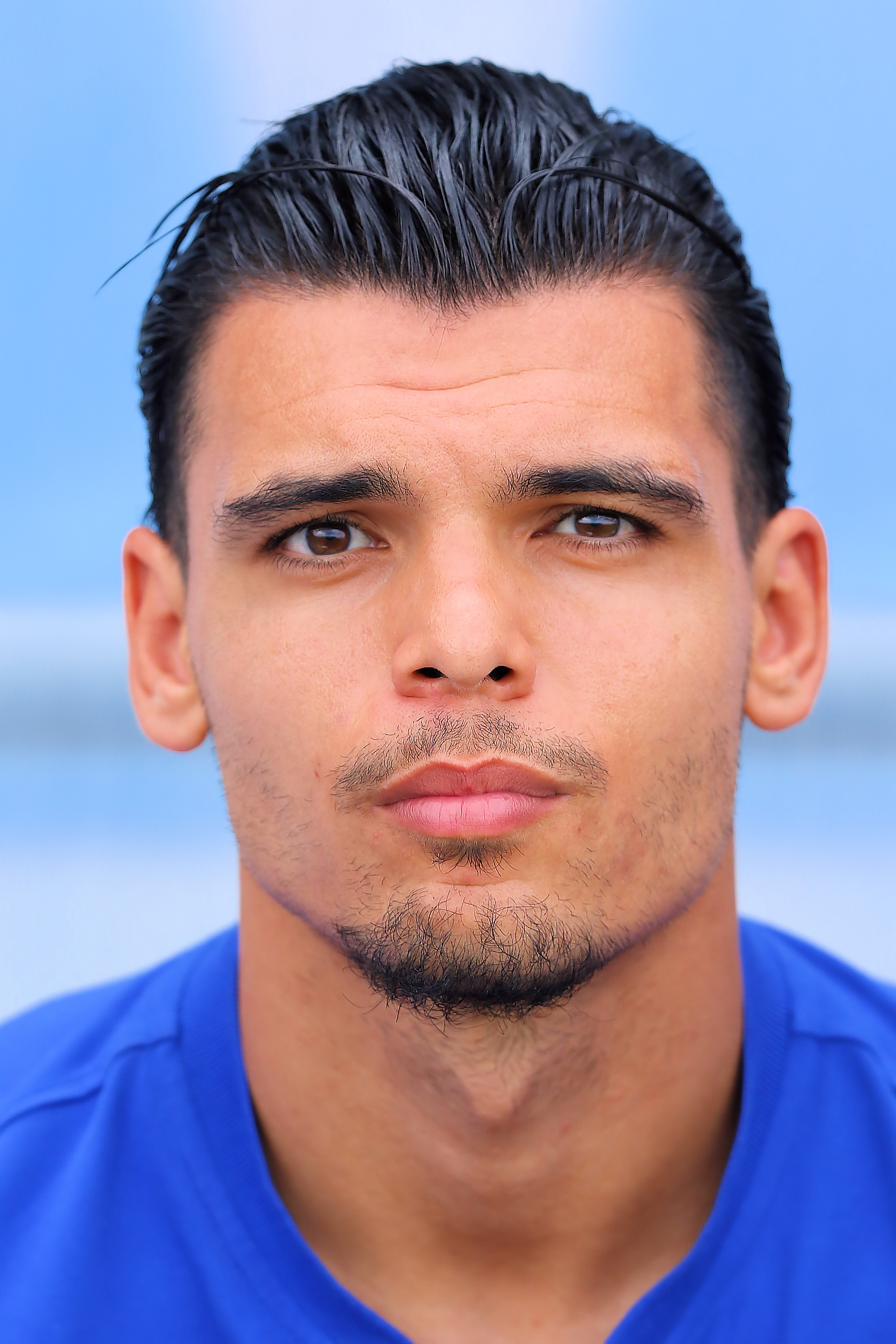
Karim Rekik
(* 1994)

- Lara van Ruijven (1992–2020), Shorttrackerin
- Samir Benghanem (* 1993), Handballspieler
- Anass Achahbar (* 1994), Fußballspieler
- Dimi de Jong (* 1994), Snowboarder
- Vivian Kingma (* 1994), Cricketspieler
- Karim Rekik (* 1994), Fußballspieler
- Nathan Aké (* 1995), Fußballspieler
- Ricardo Kishna (* 1995), Fußballspieler
- Maurits Visser (* 1995), Hockeytorwart
- Tessa van Zijl (* 1996), Handballspielerin
- Louise van den Heuvel (* 1997), Fusionmusikerin
- Samuel Chapple (* 1998), Mittelstreckenläufer
- Pien Dicke (* 1999), Hockeyspielerin
- Steffie van der Peet (* 1999), Bahnradsportlerin
- Selma Poutsma (* 1999), französisch-niederländische Shorttrackerin
- David Huddleston (* 2000), bulgarischer Turner
- Alyssa Tirtosentono (* 2000), Badmintonspielerin

### 21. Jahrhundert
- Luna Fokke (* 2001), Hockeyspielerin
- Thijmen Loof (* 2002), Tennisspieler
- Jay de Ruiter (* 2001), Eishockeyspieler
- Sem Steijn (* 2001), Fußballspieler
- Tim Pringle (* 2002), Cricketspieler
- Duco Telgenkamp (* 2002), Hockeyspieler

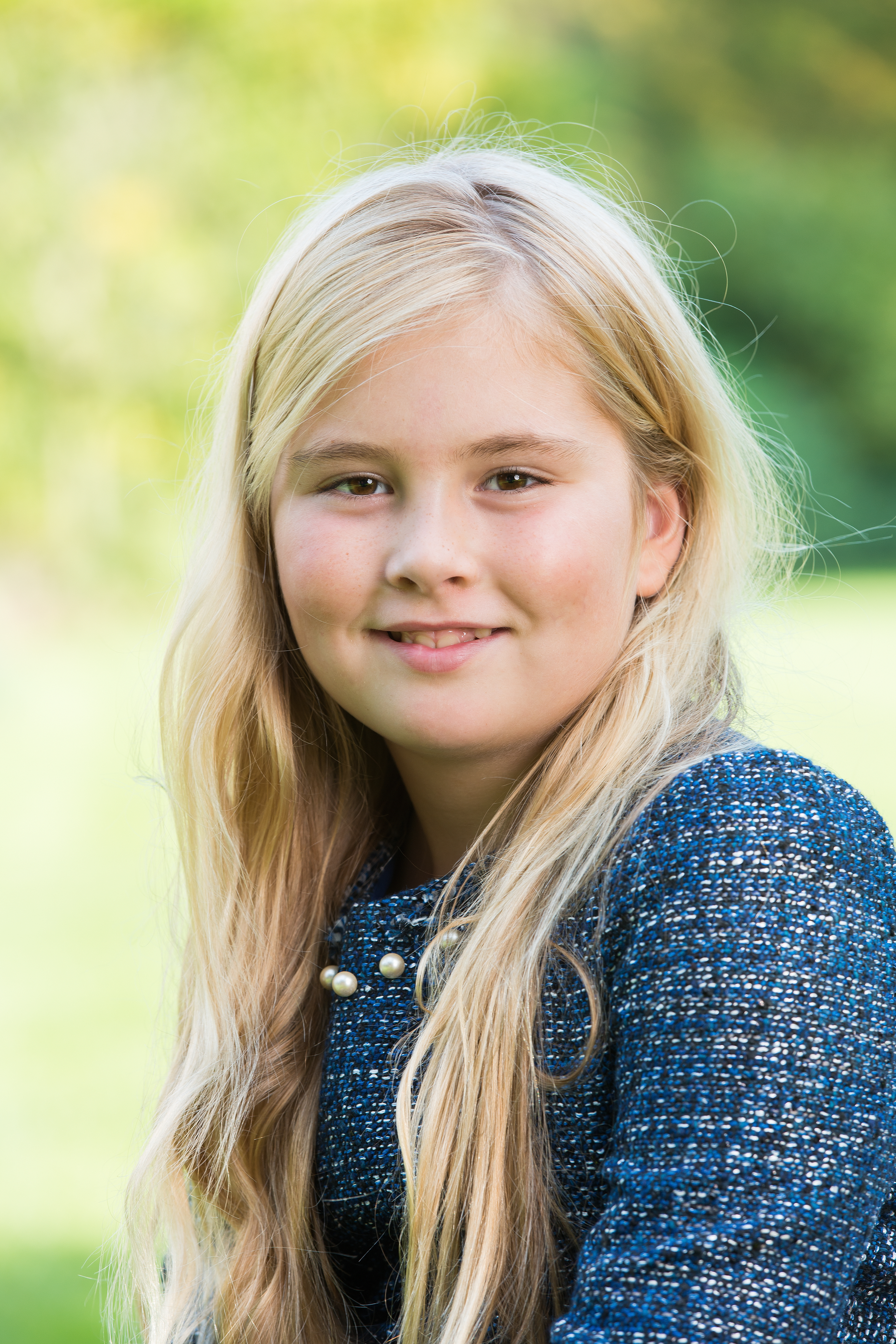
Catharina-Amalia der Niederlande
(* 2003)

- Catharina-Amalia van Oranje (* 2003), älteste Tochter von König Willem-Alexander der Niederlande; Kronprinzessin der Niederlande
- Emanuel Emegha (* 2003), Fußballspieler
- India Sardjoe (* 2006), Breakdancerin

## Mit Den Haag verbundene Personen
- Wilhelm Damasi Lindanus (1525–1588), Bischof, Inquisitor und Hochschullehrer, Kapitelsdekan in Den Haag
- Emilia von Oranien-Nassau (1569–1629), Tochter Wilhelms I.
- Gerard Hoet (1648–1733), Maler
- Jean Jacques de Bougie, marquis de Chaussade (1655–1744), Marschall von Frankreich
- Anne-Marguerite Petit DuNoyer (1663–1719), Journalistin
- Jean-Marie Leclair (1697–1764), französischer Komponist
- Charles Leickert (1816–1907), belgischer Maler des Realismus
- Eastman Johnson (1824–1906), amerikanischer Maler
- Carl Heinrich Stratz (1858–1924), deutscher Gynäkologe
- Karl Schloß (1876–1944), deutscher Unternehmer und Schriftsteller
- Sigismund Payne Best (1885–1978), Captain beim britischen Secret Intelligence Service
- Til Brugman (1888–1958), Schriftstellerin
- Johannes Hendrik van den Broek (1898–1978), Architekt
- Hans Jacoby (1904–2004), Buchhändler bei Van Stockum
- Tonke Dragt (1930–2024), Schriftstellerin
- F. Springer (1932–2011), Schriftsteller und Diplomat
- Eddy Marron (1938–2013), deutscher Gitarrist
- Piet Hein Donner (* 1948), Politiker
- Linda Cook (* 1958), US-amerikanische Topmanagerin
- Dinand Woesthoff (* 1972), Pop-/Rocksänger
- Khalid Choukoud (* 1986), Leichtathlet